# چاخ‌لق بیشه
چاخ‌لق بیشه، چاخ‌لق بوته‌ای یا زانوکلفت بیشه (نام علمی: Burhinus grallarius)، نام منسوخ آن Burhinus magnirostris)، یک پرنده بزرگ و ساکن استرالیا است. زیستگاه مورد علاقه آن دشت‌ها و جنگل‌های باز است که در آن شب‌ها به آرامی در جستجوی بی‌مهرگانی مانند حشرات خیره می‌شود. رنگ خاکستری مایل به قهوه‌ای آن با رگه‌های تیره مشخص می‌شود، چشمان آن درشت و پاها بلند است. توانایی پرواز دارد، اما برای فرار از تشخیص در طول روز به استتار پرهای خود متکی است. وقتی از ناظر آگاه می‌شود، چاخ‌لق بیشه حالت سفت و سختی به خود می‌گیرد. هر دو جنس از دو تخمی که روی زمین لخت گذاشته می‌شوند، که معمولاً در نزدیکی بوته در یک موقعیت سایه‌دار یا در کنار شاخه‌های افتاده قرار دارند، مراقبت می‌کنند.